# Liga Colombiana de Baloncesto 2018
La Liga Profesional de Baloncesto 2018 fue el torneo de la temporada 2018 del Baloncesto Profesional Colombiano máxima categoría del baloncesto en Colombia, inició el 28 de septiembre y finalizó el 28 de noviembre. Fue organizado por la División Profesional de Baloncesto (DPB), entidad dependiente de la Federación Colombiana de Baloncesto.
Cada club puede inscribir máximo tres jugadores extranjeros y un jugador sub-21 procedente de la región sede del equipo obligatoriamente.

## Sistema de juego
El torneo consta de tres fases en esta edición:
- Primera fase o Eliminatoria: Los ocho (8) clubes participantes juegan divididos en dos conferencias. Disputada desde el 28 de septiembre al 4 de noviembre para un total de 48 juegos.

- Segunda fase o semifinales: Los cuatro mejores equipos ubicados en la fase anterior se enfrentan en dos llaves del 9 al 17 de noviembre. Enfrentándose en cinco juegos y clasificando a la final el ganador de tres partidos cerrando en casa el último juego el mejor clasificado.

- Final: Se juegan cinco partidos del 20 al 28 de noviembre siendo el campeón el ganador de dos juegos cerrando en casa el último juego el mejor clasificado.

## Datos de los clubes
| Equipo                  | Ciudad       | Departamento                             | Pabellón                        | Aforo |
| ----------------------- | ------------ | ---------------------------------------- | ------------------------------- | ----- |
| Academia de la Montaña  | Medellín     | Antioquia                                | Coliseo Universidad de Medellín | 6.000 |
| Patriotas de Tunja      | Tunja        | Boyacá                                   | Coliseo Cubierto San Antonio    | 5.000 |
| Warriors de San Andrés  | San Andrés   | San Andrés, Providencia y Santa Catalina | Coliseo Argelio Pomare          | --    |
| Titanes de Barranquilla | Barranquilla | Atlántico                                | Coliseo Elías Chegwin           | 3.900 |
| Cimarrones del Chocó    | Quibdó       | Chocó                                    | Coliseo de la UTCH              | 4.000 |
| Fastbreak del Valle     | Cali         | Valle del Cauca                          | Coliseo Evangelista Mora        | 5.000 |
| Piratas de Bogotá       | Bogotá       | Bogotá, D. C.                            | Coliseo El Salitre              | 7.000 |
| Sabios de Manizales     | Manizales    | Caldas                                   | Coliseo Jorge Arango Uribe      | 3.200 |

## Primera fase
Los equipos se enfrentan en todos contra todos para definir los clasificados a semifinales. En caso de empates la ventaja en la posición la tendrá el equipo que haya ganado más partidos frente al otro equipo en sus enfrentamientos entre sí.
|  | Clasificados a Segunda fase. |
|  | Eliminados.                  |

### Conferencia Oriental
| Pos | Equipos                 | PTS | PG | PP | PJ | PTFA | PTCO | Desempate |
| --- | ----------------------- | --- | -- | -- | -- | ---- | ---- | --------- |
| 1.  | Warriors de San Andrés  | 22  | 10 | 2  | 12 | 973  | 886  |           |
| 2.  | Titanes de Barranquilla | 20  | 8  | 4  | 12 | 1012 | 958  |           |
| 3.  | Piratas de Bogotá       | 16  | 4  | 8  | 12 | 922  | 968  |           |
| 4.  | Patriotas de Tunja      | 14  | 2  | 10 | 12 | 913  | 1008 |           |

Resultados
| Titanes | 81 : 76 | Warriors  | Elías Chewing, Barranquilla | 3 de octubre  | 20:00 |  |
| Titanes | 89 : 92 | Warriors  | Elías Chewing, Barranquilla | 4 de octubre  | 20:00 |  |
| Piratas | 74 : 66 | Patriotas | El Salitre, Bogotá          | 16 de octubre | 18:00 |  |
| Piratas | 89 : 75 | Patriotas | El Salitre, Bogotá          | 17 de octubre | 11:00 |  |

| Piratas   | 68 : 71 | Warriors | El Salitre, Bogotá | 6 de octubre | 16:00 |  |
| Patriotas | 70 : 86 | Titanes  | San Antonio, Tunja | 6 de octubre | 19:30 |  |
| Piratas   | 86 : 76 | Warriors | El Salitre, Bogotá | 7 de octubre | 11:00 |  |
| Patriotas | 76 : 87 | Titanes  | San Antonio, Tunja | 7 de octubre | 16:00 |  |

| Patriotas | 70 : 77 | Warriors | San Antonio, Tunja          | 12 de octubre | 20:00 | Sin transmisión |
| Titanes   | 85 : 73 | Piratas  | Elías Chewing, Barranquilla | 13 de octubre | 17:00 | Sin transmisión |
| Patriotas | 73 : 84 | Warriors | San Antonio, Tunja          | 13 de octubre | 19:30 | Sin transmisión |
| Titanes   | 89 : 78 | Piratas  | Elías Chewing, Barranquilla | 14 de octubre | 09:00 | Sin transmisión |

| Patriotas | 90 : 80 | Piratas | San Antonio, Tunja         | 19 de octubre | 20:00 | Sin transmisón  |
| Warriors  | 96 : 71 | Titanes | Argelio Pomare, San Andrés | 19 de octubre | 21:00 | Teleislas       |
| Patriotas | 90 : 76 | Piratas | San Antonio, Tunja         | 20 de octubre | 19:30 | Sin transmisión |
| Warriors  | 74 : 70 | Titanes | Argelio Pomare, San Andrés | 20 de octubre | 21:00 | Teleislas       |

| Warriors | 85 : 76 | Piratas   | Argelio Pomare, San Andrés  | 26 de octubre | 21:00 | Teleislas       |
| Titanes  | 93 : 84 | Patriotas | Elías Chewing, Barranquilla | 27 de octubre | 17:00 | Sin transmisión |
| Warriors | 79 : 52 | Piratas   | Argelio Pomare, San Andrés  | 27 de octubre | 21:00 | Teleislas       |
| Titanes  | 99 : 69 | Patriotas | Elías Chewing, Barranquilla | 28 de octubre | 09:00 | Sin transmisión |

| Warriors | 83 : 77 | Patriotas | Argelio Pomare, San Andrés | 2 de noviembre | 21:00 | Teleislas       |
| Warriors | 80 : 73 | Patriotas | Argelio Pomare, San Andrés | 3 de noviembre | 21:00 | Teleislas       |
| Piratas  | 86 : 88 | Titanes   | El Salitre, Bogotá         | 4 de noviembre | 20:00 | Sin transmisión |
| Piratas  | 84 : 74 | Titanes   | El Salitre, Bogotá         | 5 de noviembre | 12:00 | Sin transmisión |

### Conferencia Occidental
| Pos | Equipos                | PTS | PG | PP | PJ | PTFA | PTCO | Desempate |
| --- | ---------------------- | --- | -- | -- | -- | ---- | ---- | --------- |
| 1.  | Fastbreak del Valle    | 20  | 8  | 4  | 12 | 1024 | 864  |           |
| 2.  | Academia de la Montaña | 18  | 6  | 6  | 12 | 906  | 936  |           |
| 3.  | Cimarrones del Chocó   | 18  | 6  | 6  | 12 | 886  | 975  |           |
| 4.  | Sabios de Manizales    | 16  | 4  | 8  | 12 | 935  | 976  |           |

Resultados
| FastBreak | 96 : 66 | Cimarrones | Evangelista Mora | 29 de septiembre | 16:00 | Telepacífico |
| Academia  | 93 : 68 | Sabios     | Ivan de Bedout   | 29 de septiembre | 18:00 |              |
| Academia  | 96 : 88 | Sabios     | Ivan de Bedout   | 30 de septiembre | 09:00 |              |
| FastBreak | 98 : 78 | Cimarrones | Evangelista Mora | 30 de septiembre | 14:00 | Telepacífico |

| Sabios   | 87 : 84 | FastBreak  | Jorge Arango, Manizales  | 5 de octubre | 20:00 |  |
| Sabios   | 68 : 82 | FastBreak  | Jorge Arango, Manizales  | 6 de octubre | 20:00 |  |
| Academia | 73 : 59 | Cimarrones | Ivan de Bedout, Medellín | 8 de octubre | 20:00 |  |
| Academia | 93 : 82 | Cimarrones | Ivan de Bedout, Medellín | 9 de octubre | 09:00 |  |

| Cimarrones | 64 : 62 | Sabios   | El Jardín, Quibdó      | 12 de octubre | 20:00 | Sin transmisión |
| FastBreak  | 88 : 53 | Academia | Evangelista Mora, Cali | 12 de octubre | 21:10 | Telepacífico    |
| FastBreak  | 81 : 58 | Academia | Evangelista Mora, Cali | 13 de octubre | 16:00 | Telepacífico    |
| Cimarrones | 79 : 77 | Sabios   | El Jardín, Quibdó      | 13 de octubre | 20:00 | Sin transmisión |

| Cimarrones | 76 : 62 | Academia | El Jardín, Quibdó      | 19 de octubre | 20:00 | Sin transmisión |
| Cimarrones | 76 : 72 | Academia | El Jardín, Quibdó      | 20 de octubre | 20:00 | Sin transmisión |
| FastBreak  | 84 : 71 | Sabios   | Evangelista Mora, Cali | 22 de octubre | 21:10 | Telepacífico    |
| FastBreak  | 88 : 77 | Sabios   | Evangelista Mora, Cali | 23 de octubre | 21:10 | Telepacífico    |

| Cimarrones | 74 : 73 | FastBreak | El Jardín, Quibdó       | 26 de octubre | 20:00 | Sin transmisión |
| Sabios     | 82 : 78 | Academia  | Jorge Arango, Manizales | 26 de octubre | 20:00 | Sin transmisión |
| Cimarrones | 83 : 82 | FastBreak | El Jardín, Quibdó       | 27 de octubre | 20:00 | Sin transmisión |
| Sabios     | 68 : 79 | Academia  | Jorge Arango, Manizales | 27 de octubre | 20:00 | Sin transmisión |

| Sabios   | 102 : 93 | Cimarrones | Jorge Arango, Manizales  | 2 de noviembre | 20:00 |  |
| Academia | 83 : 74  | FastBreak  | Ivan de Bedout, Medellín | 3 de noviembre | 20:00 |  |
| Sabios   | 85 : 56  | Cimarrones | Jorge Arango, Manizales  | 3 de noviembre | 20:00 |  |
| Academia | 66 : 95  | FastBreak  | Ivan de Bedout, Medellín | 4 de noviembre | 09:00 |  |

## Fase final
Clasificaron los dos primeros de cada conferencia en la primera fase.
|  | Semifinales           | Semifinales |   |  | Final                 | Final |  |
|  |                       |             |   |  |                       |       |  |
|  | 10 al 14 de noviembre |             |   |  |                       |       |  |
|  | Warriors              | 3           |   |  |                       |       |  |
|  | Academia              | 1           |   |  |                       |       |  |
|  |                       |             |   |  |                       |       |  |
|  |                       |             |   |  | 20 al 28 de noviembre |       |  |
|  |                       |             |   |  | Warriors              | 2     |  |
|  |                       | Titanes     | 3 |  |                       |       |  |
|  |                       |             |   |  |                       |       |  |
|  |                       |             |   |  |                       |       |  |
|  |                       |             |   |  |                       |       |  |
|  | 9 al 14 de noviembre  |             |   |  |                       |       |  |
|  | FastBreak             | 1           |   |  |                       |       |  |
|  | Titanes               | 3           |   |  |                       |       |  |

## Semifinales
Disputada del 9 al 17 de noviembre en dos series de cinco juegos de ser necesarios.

### Warriors (3-1) Academia
| 10 de noviembre, 21:00 (UTC -05:00) | Warriors                                                | 69–55                | Academia                                                | San Andrés                              |  |
|                                     | Parciales: 17-17, 16-13, 10-9, 26-16                    |                      |                                                         |                                         |  |
|                                     | Estadísticas T. Johnson 18 J. Hernández 11 J. Jhonson 4 | Reporte Pts Reb Asts | Estadísticas 18 R. Roque 13 M. Hinestroza 5 S. Granados | Pabellón: Coliseo Genny Bay Árbitros: * |  |

| 11 de noviembre, 18:00 (UTC -05:00) | Warriors                                                | 80–45                | Academia                                              | San Andrés                              |  |
|                                     | Parciales: 14-8, 21-12, 16-14, 29-11                    |                      |                                                       |                                         |  |
|                                     | Estadísticas J. Jhonson 22 J. Hernández 18 J. Jhonson 8 | Reporte Pts Reb Asts | Estadísticas 8 D. Pérez 7 M. Hinestroza 5 S. Granados | Pabellón: Coliseo Genny Bay Árbitros: * |  |

| 13 de noviembre, 18:00 (UTC -05:00) | Academia                                           | 81–69                | Warriors                                             | Medellín                                  |  |
|                                     | Parciales: 8-13, 21-17, 29-18, 23-21               |                      |                                                      |                                           |  |
|                                     | Estadísticas D. Pérez 25 D. Pérez 12 S. Granados 6 | Reporte Pts Reb Asts | Estadísticas 20 J. Jhonson 7 J. Jhonson 3 J. Jhonson | Pabellón: Coliseo Iván Bedout Árbitros: * |  |

| 14 de noviembre, 20:00 (UTC -05:00) | Academia                                           | 67–70                | Warriors                                                 | Medellín                                  |  |
|                                     | Parciales: 13-21, 15-19, 17-15, 22-15              |                      |                                                          |                                           |  |
|                                     | Estadísticas S. Granados 18 D. Pérez 13 D. Pérez 4 | Reporte Pts Reb Asts | Estadísticas 24 T. Johson 15 J. Hernández 3 J. Hernández | Pabellón: Coliseo Iván Bedout Árbitros: * |  |

### Fastbreak (1-3) Titanes
| 9 de noviembre, 20:00 (UTC -05:00) | Fastbreak                                             | 77–84                | Titanes                                          | Cali                                           |  |
|                                    | Parciales: 14-21, 23-17, 24-17, 16-29                 |                      |                                                  |                                                |  |
|                                    | Estadísticas K. Brown Jr. 18 K. Moore 9 J. De Jesús 4 | Reporte Pts Reb Asts | Estadísticas 26 M. Sneed 12 M. Sneed 4 R. Xavier | Pabellón: Coliseo Evangelista Mora Árbitros: * |  |

| 10 de noviembre, 18:00 (UTC -05:00) | Fastbreak                                           | 107–114              | Titanes                                             | Cali                                           |  |
|                                     | Parciales: 19-31, 27-19, 23-22, 28-25 (T.E.: 10-17) |                      |                                                     |                                                |  |
|                                     | Estadísticas K. Moore 30 S. Ortiz 10 S. Ortiz 11    | Reporte Pts Reb Asts | Estadísticas 35 R. Xavier 10 R. Xavier 10 J. Medina | Pabellón: Coliseo Evangelista Mora Árbitros: * |  |

| 13 de noviembre, 20:00 (UTC -05:00) | Titanes                                           | 78–84                | Fastbreak                                          | Barranquilla                                |  |
|                                     | Parciales: 18-16, 11-28, 26-19, 23-21             |                      |                                                    |                                             |  |
|                                     | Estadísticas R. Xavier 27 M. Sneed 12 R. Xavier 5 | Reporte Pts Reb Asts | Estadísticas 21 K. More 11 S. Ortiz 6. J. de Jesús | Pabellón: Coliseo Elías Chewing Árbitros: * |  |

| 14 de noviembre, 20:00 (UTC -05:00) | Titanes                                         | 88–79                | Fastbreak                                            | Barranquilla                                |  |
|                                     | Parciales: 22-20, 22-21, 20-22, 24-16           |                      |                                                      |                                             |  |
|                                     | Estadísticas M. Sneed 30 M. Sneed 8 J. Medina 5 | Reporte Pts Reb Asts | Estadísticas 24 K. Brown 10 L. Almanza 6 J. de Jesús | Pabellón: Coliseo Elías Chewing Árbitros: * |  |

## Final
Programada a cinco juegos el ganador de tres sería el campeón. Iniciando en San Andrés los Warriors tomaron la ventaja en el primer juego. La serie fue igualada por los Titanes en el segundo juego rompiendo el invicto de local que traía el equipo "Isleño". La serie continuó en Barranquilla donde los locales tomaron ventaja en el tercer juego que necesitó dos prórrogas, el cuarto juego inicio con una gran ventaja para Titanes de 55-35 al medio tiempo pero en el último cuarto los Warriors fueron más efectivos mientras los locales solo anotaron 12 puntos contra los 33 de la visita para dejar la serie 2-2 tras marcador final de 84-87 alargándose la serie a un quinto juego y trasladándose a San Andrés. Finalmente el último juego lo dominó el local Warriors hasta el tercer cuarto donde sacaron diferencia de 16 puntos, sin embargo Titanes nockeo al local en el último cuarto 9-25 para igualar el juego 70-70 y obligar la prórroga para quedarse con el título en su debut con victoria 74-79 en cinco juegos después de casi 20 años sin título para Barranquilla.
| 20 de noviembre, 21:00 (UTC -05:00) Transmisión: Teleislas | Warriors                                            | 92–74                | Titanes                                          | San Andrés                              |  |
|                                                            | Parciales: 22-15, 17-19, 15-19, 38-21               |                      |                                                  |                                         |  |
|                                                            | Estadísticas E. Steele 20 J. Hernández 9 R. Burke 8 | Reporte Pts Reb Asts | Estadísticas 29 R. Xavier 11 M. Sneed 4 M. Sneed | Pabellón: Coliseo Genny Bay Árbitros: * |  |

| 21 de noviembre, 21:00 (UTC -05:00) Transmisión: Teleislas | Warriors                              | 69–79 | Titanes | San Andrés                              |
|                                                            | Parciales: 23-17, 23-21, 11-21, 12-20 |       |         |                                         |
|                                                            |                                       |       |         | Pabellón: Coliseo Genny Bay Árbitros: * |

| 23 de noviembre, 120:00 (UTC -05:00) Transmisión: Telecaribe, Teleislas | Titanes                                             | 114–108              | Warriors                                            | Barranquilla                                |  |
|                                                                         | Parciales: 19-21, 22-20, 19-26, 29-22 (T.E.: 25-19) |                      |                                                     |                                             |  |
|                                                                         | Estadísticas R. Xavier 37 M. Sneed 17 H. Díaz 4     | Reporte Pts Reb Asts | Estadísticas 29 J. Jhonson 14 T. Jhonson 3 R. Burke | Pabellón: Coliseo Elías Chewing Árbitros: * |  |

| 24 de noviembre, 18:00 (UTC -05:00) | Titanes                                       | 84–87                | Warriors                                           | Barranquilla                                |  |
|                                     | Parciales: 36-14, 19-21, 17-19, 12-33         |                      |                                                    |                                             |  |
|                                     | Estadísticas M. Sneed 19 H. Díaz 8 M. Sneed 5 | Reporte Pts Reb Asts | Estadísticas 22 R. Burke 7 J. Corpus 2. T. Jhonson | Pabellón: Coliseo Elías Chewing Árbitros: * |  |

| 28 de noviembre, 21:00 (UTC -05:00) Transmisión: Telecaribe, Teleislas | Warriors                                             | 74–79                | Titanes                                           | San Andrés                              |  |
|                                                                        | Parciales: 15-15, 20-14, 26-16, 9-25 (T.E.: 4-9)     |                      |                                                   |                                         |  |
|                                                                        | Estadísticas T. Jhonson 20 J. Hernández 13 R.Burke 5 | Reporte Pts Reb Asts | Estadísticas 22 T. Jones 10 R. Xavier 5 R. Xavier | Pabellón: Coliseo Genny Bay Árbitros: * |  |

|                                             |
|                                             |
| Campeón Titanes de Barranquilla 1.er título |

## Líderes de las estadísticas
Actualizada al 24 de noviembre.
| Categoría                | Jugador          | Equipo | Prom./Pts. |
| ------------------------ | ---------------- | ------ | ---------- |
| Puntos por partido       | Sweenet Iziahiah | PAT    | 24,1       |
| Asistencias por partido  | Simón Granados   | ACA    | 5,13       |
| Rebotes por partido      | Jonh Hernández   | WAR    | 11,5       |
| Bloqueos por partido     | Miguel Marriaga  | FAS    | 1,27       |
| Tiros libres convertidos | Jaelyn Jhonson   | WAR    | 133        |